# Daniel Straus
Daniel Mason-Straus (Cincinnati, 27 luglio 1984) è un lottatore di arti marziali miste statunitense.
Combatte nella divisione dei pesi piuma per l'organizzazione Bellator, nella quale è l'attuale campione di categoria dal 2015. In passato era già stato campione tra il 2013 e il 2014 senza riuscire a difendere il titolo. Nel 2012 ha vinto il torneo dei pesi piuma della sesta stagione; è stato anche campione dei pesi leggeri nella promozione locale NAAFS.
È noto per essere stato uno dei migliori lottatori dell'Ohio a livello scolastico pur non avendo mai vinto un titolo di rilievo, ed è anche noto per le sue turbolente vicende legate alla criminalità: con un passato difficile fin dall'infanzia, Straus è stato arrestato nel 2004 per furto e nel 2013 per aver guidato un'automobile con una patente sospesa ed aver trasportato una quantità di marijuana non consentita oltre che dell'MDMA.

## Carriera nelle arti marziali miste

### Inizi
La carriera di Daniel Straus come lottatore professionista di MMA iniziò nel febbraio 2009, e nell'arco di un anno prese parte a ben 13 incontri, ottenendo importanti vittorie contro l'ex alunno del reality show The Ultimate Fighter Gideon Ray e vincendo il titolo ad interim della promozione NAAFS, ma macchiando anche il suo record con tre sconfitte, la terza delle quali contro la futura stella della Bellator Pat Curran.

### Bellator Fighting Championships
Con un record personale di 11-3 nel 2010 Straus entra nel roster della prestigiosa promozione Bellator e debutta con una vittoria su Chad Hinton.
Successivamente torna a combattere in altre promozioni come la XFO, dove sconfigge l'ex Pride e WEC Joe Pearson, e la Shark Fights, dove sostituisce l'indisponibile Marcus Hicks ed affronta Karen Darabedyan vincendo ai punti.
Nel 2011 prende parte al torneo dei pesi piuma Bellator della quarta stagione, con il vincitore che come da regolamento avrebbe affrontato il campione in carica Joe Warren: nei quarti di finale fu il primo a sconfiggere l'argentino Nazareno Malegarie (record: 19-0), in semifinale vinse per sottomissione contro Kenny Foster e in finale dovette arrendersi contro il forte Patrício "Pitbull" Freire che si impose per decisione unanime dei giudici di gara (29–28, 30–27, 30–27).
Lo stesso anno tornò a lottare nella promozione locale NAAFS riuscendo ad unificare la precedente cintura ad interim vinta nel 2010 con quella di campione indiscusso battendo l'ex UFC Jason Dent ai punti.
Nel 2012 prende nuovamente parte ad un torneo dei pesi piuma Bellator, questa volta con la sesta stagione della promozione: con il suo stile di combattimento volto a vincere ai punti per controllo dell'avversario a terra Straus nei quarti di finale supera l'ex campione KOTC Jeremy Spoon, in semifinale batte Mike Corey e in finale realizza l'upset sconfiggendo il quotato brasiliano della Nova União Marlon Sandro, al tempo considerato un top fighter di categoria.
Subito dopo la vittoria del torneo Straus combatte un incontro con la cintura nera di BJJ Alvin Robinson, vincendo per sottomissione.
L'incontro titolato contro il campione Pat Curran avrebbe dovuto svolgersi nell'aprile del 2013 ma Straus si ruppe una mano e venne sostituito dal vincitore del torneo della settima stagione Shahbulat Shamhalaev.
Il rematch tra i due a quattro anni di distanza dal primo incontro si realizzò nel novembre 2013: Straus riuscì ad imporsi grazie alla sua forza, e subì un colpo scorretto da parte di Curran che causò la perdita di un punto al campione in carica; Straus divenne così il nuovo campione dei pesi piuma Bellator.
A sorpresa la Bellator garantì immediatamente un rematch a Pat Curran che si svolse nel marzo 2014: Straus sembrò avere la meglio per tutta la durata dell'incontro ma a pochi secondi dal termine Curran riuscì a sottomettere il campione e a riottenere la cintura che fu sua l'anno precedente.
In ottobre mette KO in meno di un minuto l'ex Strikeforce Justin Wilcox.
Dopo quella vittoria Straus ottenne immediatamente l'occasione di riprendersi la cintura in un ulteriore rematch ma questa volta contro il nuovo campione in carica Patricio Freire: l'incontro si svolse nel gennaio del 2015 e fu equilibrato ma anche caratterizzato da diverse scorrettezze, e alla fine fu il brasiliano a spuntarla per sottomissione durante il quarto round.
A novembre dovette affrontare per la terza volta Patricio Freire all'evento Bellator 145. Straus vinse l'incontro per decisione unanime, divenendo il campione dei pesi piuma. Ritorna a combattere all'evento Bellator 178 dove perde la cintura di campione ancora una volta contro Patricio Freire.

### Risultati nelle arti marziali miste
| Risultato | Record | Avversario         | Metodo                           | Evento                                | Data              | Round | Tempo | Città                      | Note                                                |
| --------- | ------ | ------------------ | -------------------------------- | ------------------------------------- | ----------------- | ----- | ----- | -------------------------- | --------------------------------------------------- |
| Vittoria  | 25-6   | Patricio Freire    | Decisione (unanime)              | Bellator 145                          | 6 novembre 2015   | 5     | 5:00  | Saint Louis, Stati Uniti   | Vince il titolo dei Pesi Piuma Bellator             |
| Vittoria  | 24-6   | Henry Corrales     | Sottomissione (ghigliottina)     | Bellator: Unfinished Business         | 20 giugno 2015    | 2     | 3:47  | Saint Louis, Stati Uniti   |                                                     |
| Sconfitta | 23-6   | Patricio Freire    | Sottomissione (rear naked choke) | Bellator CXXXII                       | 16 gennaio 2015   | 4     | 4:49  | Temecula, Stati Uniti      | Per il titolo dei Pesi Piuma Bellator               |
| Vittoria  | 23-5   | Justin Wilcox      | KO (pugni)                       | Bellator CXXVII                       | 3 ottobre 2014    | 1     | 0:50  | Temecula, Stati Uniti      |                                                     |
| Sconfitta | 22-5   | Pat Curran         | Sottomissione (rear naked choke) | Bellator CXII                         | 14 marzo 2014     | 5     | 4:46  | Hammond, Stati Uniti       | Perde il titolo dei Pesi Piuma Bellator             |
| Vittoria  | 22-4   | Pat Curran         | Decisione (unanime)              | Bellator CVI                          | 2 novembre 2013   | 5     | 5:00  | Long Beach, Stati Uniti    | Vince il titolo dei Pesi Piuma Bellator             |
| Vittoria  | 21–4   | Alvin Robinson     | Sottomissione (rear naked choke) | Bellator LXXVIII                      | 26 ottobre 2012   | 2     | 4:51  | Dayton, Stati Uniti        |                                                     |
| Vittoria  | 20–4   | Marlon Sandro      | Decisione (unanime)              | Bellator LXVIII                       | 11 maggio 2012    | 3     | 5:00  | Atlantic City, Stati Uniti | Vince il torneo dei Pesi Piuma Bellator VI          |
| Vittoria  | 19–4   | Mike Corey         | Decisione (unanime)              | Bellator LXV                          | 13 aprile 2012    | 3     | 5:00  | Atlantic City, Stati Uniti | Torneo dei Pesi Piuma Bellator VI, Semifinale       |
| Vittoria  | 18–4   | Jeremy Spoon       | Decisione (unanime)              | Bellator LX                           | 9 marzo 2012      | 3     | 5:00  | Hammond, Stati Uniti       | Torneo dei Pesi Piuma Bellator VI, Quarti di finale |
| Vittoria  | 17–4   | Jason Dent         | Decisione (unanime)              | NAAFS: Caged Fury 15                  | 15 ottobre 2011   | 5     | 5:00  | Cleveland, Stati Uniti     | Vince il titolo dei Pesi Leggeri NAAFS              |
| Sconfitta | 16–4   | Patricio Freire    | Decisione (unanime)              | Bellator XLV                          | 21 maggio 2011    | 3     | 5:00  | Lake Charles, Stati Uniti  | Torneo dei Pesi Piuma Bellator IV, Finale           |
| Vittoria  | 16–3   | Kenny Foster       | Sottomissione (ghigliottina)     | Bellator XLI                          | 16 aprile 2011    | 3     | 3:48  | Yuma, Stati Uniti          | Torneo dei Pesi Piuma Bellator IV, Semifinale       |
| Vittoria  | 15–3   | Nazareno Malegarie | Decisione (unanime)              | Bellator XXXVII                       | 19 marzo 2011     | 3     | 5:00  | Concho, Stati Uniti        | Torneo dei Pesi Piuma Bellator IV, Quarti di finale |
| Vittoria  | 14–3   | Karen Darabedyan   | Decisione (unanime)              | Shark Fights 13: Jardine vs. Prangley | 11 settembre 2010 | 3     | 5:00  | Amarillo, Stati Uniti      |                                                     |
| Vittoria  | 13–3   | Joe Pearson        | Sottomissione (pugni)            | XFO 36: Outdoor War 6                 | 14 agosto 2010    | 2     | 4:04  | Island Lake, Stati Uniti   |                                                     |
| Vittoria  | 12–3   | Chad Hinton        | Decisione (unanime)              | Bellator XXIII                        | 24 giugno 2010    | 3     | 5:00  | Louisville, Stati Uniti    | Debutto in Bellator                                 |
| Vittoria  | 11–3   | Travis Perzynski   | Decisione (unanime)              | ICE 45                                | 13 marzo 2010     | 3     | 5:00  | Forest Park, Stati Uniti   |                                                     |
| Vittoria  | 10–3   | Frank Caraballo    | Sottomissione (pugni)            | NAAFS: Caged Fury 9                   | 20 febbraio 2010  | 5     | 3:57  | Cleveland, Stati Uniti     | Vince il titolo dei Pesi Leggeri NAAFS ad Interim   |
| Vittoria  | 9–3    | Gideon Ray         | Decisione (unanime)              | XFO 33                                | 23 gennaio 2010   | 3     | 5:00  | Chicago, Stati Uniti       |                                                     |
| Vittoria  | 8–3    | Joe Heiland        | Decisione (unanime)              | NAAFS: Night of Champions 2009        | 5 dicembre 2009   | 3     | 5:00  | Akron, Stati Uniti         |                                                     |
| Vittoria  | 7–3    | Patrick Ferm       | KO Tecnico (pugni)               | XFO 32                                | 10 ottobre 2009   | 1     | 1:50  | New Munster, Stati Uniti   |                                                     |
| Vittoria  | 6–3    | Tim Troxell        | KO Tecnico (gomitate e pugni)    | XCC: Cops vs. Cons                    | 3 ottobre 2009    | 1     | 3:51  | Reading, Stati Uniti       |                                                     |
| Vittoria  | 5–3    | Mitch Lyons        | KO Tecnico (pugni)               | IXF 1: Wildcard                       | 26 giugno 2009    | 3     | 2:13  | Rising Sun, Stati Uniti    |                                                     |
| Sconfitta | 4–3    | Pat Curran         | KO (pugni)                       | XFO 29                                | 17 aprile 2009    | 2     | 1:31  | Lakemoor, Stati Uniti      |                                                     |
| Vittoria  | 4–2    | Mike Baskis        | Decisione (unanime)              | ICF: Breakout                         | 11 aprile 2009    | 3     | 5:00  | Cincinnati, Stati Uniti    |                                                     |
| Vittoria  | 3–2    | Lester Caslow      | Decisione (non unanime)          | EC: Mayhem at the Marina              | 28 marzo 2009     | 3     | 5:00  | Atlantic City, Stati Uniti |                                                     |
| Vittoria  | 2–2    | Tim Cook           | KO Tecnico (pugni)               | ICF: Turfwar                          | 14 marzo 2009     | 2     | 0:11  | Florence, KY, Stati Uniti  |                                                     |
| Sconfitta | 1–2    | Scott Bickerstaff  | KO Tecnico (pugni)               | MMA Big Show: Retribution             | 7 marzo 2009      | 1     | -     | Florence, IN, Stati Uniti  |                                                     |
| Vittoria  | 1–1    | David Silva        | Decisione (unanime)              | XFO 28                                | 27 febbraio 2009  | 3     | 5:00  | Lakemoor, Stati Uniti      |                                                     |
| Sconfitta | 0–1    | Jay Ellis          | Sottomissione (rear naked choke) | XFO: New Blood                        | 7 febbraio 2009   | 2     | 2:46  | New Munster, Stati Uniti   |                                                     |